# 约翰·克里斯蒂安·巴赫
约翰·克里斯蒂安·巴赫（德語：Johann Christian Bach；1735年9月5日—1782年1月1日），生于德国莱比锡，卒于英国伦敦。约翰·塞巴斯蒂安·巴赫最小的儿子（排行第十一），为其第二位夫人威爾克所生。J·C·巴赫是巴赫家族中唯一一位重要的歌剧作曲家，同时也是伟大的键盘乐器演奏家，他是最早的钢琴协奏曲作者之一，作品为典型的古典主义风格，结构严谨，旋律优雅动听，同时对交响曲的发展也有重大贡献。
因长期居住在伦敦，J·C·巴赫常被称为“英国巴赫”或“伦敦巴赫”，他与阿貝爾（Carl Friedrich Abel）合组“阿贝尔与巴赫音乐会”，对莫扎特音乐风格的形成亦影响极深。

## 生平
J·C·巴赫早年从其兄C·P·E·巴赫学习音乐。1750年父亲逝世之后，他前往柏林，彼時C·P·E·巴赫在那里给普鲁士国王腓特烈二世当宫廷乐手。經過训练，他成为一个钢琴手，并在宫廷音乐会上演出。当时卡爾·海因里希·格勞恩的歌剧正在柏林走红，给了巴赫很深的印象。1754年J·C·巴赫前往意大利米兰，服务于Agostino Litta公爵。公爵酷爱音乐，同时还赞助着博洛尼亚的乔凡尼·巴蒂斯塔·马蒂尼。所以巴赫也有机会跟马蒂尼学习作曲。
1760年J·C·巴赫从新教改信天主教，随后担任任天主教米兰大教堂的管风琴手。1762年他前往英国伦敦，在皇家剧院上演歌剧，其中有他创作的歌剧《Orione》。之后他留在伦敦，担任Charlotte王后（1744年–1818年）的音乐师。1766年他在伦敦娶女高音歌手Cecilia Grassi为妻。1782年死于伦敦，享年47岁。